# 9 березня
9 березня — 68-й день року (69-й у високосні роки) в григоріанському календарі. До кінця року залишається 297 днів.

## Свята і пам'ятні дні

### Національні
- Ліван: День учителя.
- Україна: День народження Тараса Шевченка.

### Релігійні

#### Християнство
- Сорок Севастійських мучеників (320) (РКЦ, УГКЦ, ПЦУ)[1][2].
- Мученика Урпасіана (ПЦУ)[2].
- Святого Кесарія, брата святителя Григорія Богослова (ПЦУ)[2].
- Праведного Тарасія Лікаонійського (ПЦУ)[2].
- День Святого Паціана (310—391) (РКЦ).
- День пам'яті Святої Франциски Римлянки (1384—1440) (РКЦ).
- День пам'яті Святої Катерини Болонської (1413—1463) (РКЦ).
- День народження Святого Алойзія Гонзаги (1568—1591) (РКЦ).
- День народження Тараса Шевченка[3] (1814—1861) (УЛЦ).
- День пам'яті Святого Кирила VI (1902—1971) (АКЦ).

#### Рідновірство
- Сорочини (Об'єднання Рідновірів України).
- День народження Тараса Шевченка (1814—1861) (Рідна Українська Національна Віра).

### Іменини
✙ Православні:
✝  Католицькі: Грегорі, Катерина, Пакіан, Франческа, Еразм

## Події
- 1009 — перше відоме згадування Литви в Кведлінбурзьких анналах.
- 1230 — болгарський цар Іван Асен II у битві при Клокотниці розбив війська епірського деспота Феодора Комніна.
- 1309 — Папа Римський Климент V з міркувань безпеки оселився в Авіньйоні (Арль, Священна Римська імперія), де резиденція пап збереглася до 1377.
- 1497 — Миколай Коперник у Болоньї здійснив перші астрономічні спостереження.
- 1500 — вийшла в море португальська експедиція з 13 кораблів під командуванням Педру Кабрала, що досягла берегів сучасної Бразилії.
- 1796 — у Парижі Наполеон I Бонапарт одружився з Жозефіною Богарне, уродженою Таше де ла Пажері (розлучилися 1809 року).
- 1822 — американець Чарльз Ґрехем отримав патент на штучні зуби.
- 1831 — королем Луї-Філіппом створений Французький іноземний легіон.
- 1918 — проголошена Білоруська Народна Республіка.
- 1930 — у Харківському оперному театрі розпочався судовий процес Спілки визволення України (СВУ).
- 1932 — в окупованій японськими військами Манчжурії створено маріонеткову державу Маньчжоу-Го.
- 1933 — прийнятий Конгресом США Надзвичайний банківський Акт сприяв виходу з Великої депресії.
- 1934 — у Києві засноване видавництво «Веселка».
- 1940 — грецькі війська зупинили італійський наступ з території Албанії
- 1945 — американська авіація розпочала одне з найбільших бомбардувань Токіо.
- 1957 — президент США Дуайт Ейзенхауер обнародував програмну заяву про надання американської військової та економічної допомоги країнам Близького Сходу у разі комуністичної загрози.
- 1959 — у Нью-Йорку на торговельному ярмарку вперше продемонстрували ляльку Барбі. Лише першого року продажі досягли 350-ти тисяч.
- 1987 — ірландський гурт «U2» випустив свій найвідоміший альбом «The Joshua Tree». Його CD-версія стала першим CD, проданим тиражем понад мільйон примірників.
- 2001 — у Києві неподалік будівлі Адміністрації Президента сталася сутичка учасників акції «Україна без Кучми» з міліцейським загоном спецпризначення. Після цього акція УБК пішла на спад.
- 2018 — відкрилися XII Зимові Паралімпійські ігри в Пхьончхані, Південна Корея.

## Народились
Дивись також Категорія:Народились 9 березня
- 1454 — Амеріго Веспуччі, флорентійський мореплавець, в честь якого названа Америка
- 1810 — Олексій Савич, український астроном і геодезист
- 1814 — Тарас Шевченко, український поет, письменник (драматург, прозаїк), художник (живописець, гравер), громадський та політичний діяч
- 1874 — Софія Левицька, українська художниця-емігрантка, працювала в Парижі
- 1880 — Василь Сімович, український мовознавець, філолог і культурний діяч, дійсний член НТШ
- 1886 — Георгій Нарбут, український художник, графік, творець державної символіки УНР, перших українських грошових знаків і поштових марок (+1920)
- 1894 — Роман Сушко, український військовий і політичний діяч, поручник УСС, співорганізатор і полковник Січових Стрільців, співзасновник та крайовий комендант УВО, співзасновник ОУН, командир «Легіону Сушка» (09.1939).
- 1908 — Тарас Бульба-Боровець, діяч українського повстанського руху часів Другої світової війни, засновник УПА «Поліська Січ»
- 1910 — Самюел Барбер, американський композитор.
- 1911 — Роберт Олійник, німецький ас українського походження, перший пілот Люфтваффе, що здобув перемогу на Східному фронті.
- 1921— Олексій Берест  український радянський військовик, Герой України, що встановив, разом з Михайлом Єгоровим та Мелітоном Кантарією, Прапор Перемоги на даху німецького Рейхстагу
- 1934 — Юрій Гагарін, радянський льотчик-космонавт, перша людина, яка полетіла у космос (1961).
- 1943 — Боббі Фішер, американський шахіст, нерадянський чемпіон світу з шахів другої половини XX століття.
- 1946 — Гарі Марш, канадський хокеїст.
- 1964 — Жульєт Бінош, французька кіноактриса, лауреат премії «Оскар» («Англійський пацієнт»; «Сімейне життя», «Неймовірна легкість буття», «Три кольори: синій»).
- 1968 — Юрій Джоркаєфф, французький футболіст, чемпіон світу (1998) і Європи (2000).
- 1974 — Юрій Білоног, український легкоатлет, рекордсмен України у штовханні ядра.
- 1983 — Олександр Лавренко, офіцер Збройних сил України, учасник війни на Донбасі. Герой України.
- 1985 —Іван Алєксєєв (Noize MC), російський опозиціонер, рок-музикант, співак, репер, композитор та актор
- 1986 — Тімур Мірошниченко, український коментатор та ведучий.
- 1986 — Дмитро Хоркін, генеральник директор «Українського радіо», диктор, ведучий програм.
- 1993 — Мін Юнґі, південнокорейський репер, автор пісень і Музичний продюсер.
- 1994 — Лейля Аджаметова, українська чемпіонка та призерка Літніх Паралімпійських ігор з легкої атлетики
- 1995 — Велл Барія, філіппінська співачка, студентка і актриса театру.

## Померли
Дивись також Категорія:Померли 9 березня
- 886 — Абу Машар аль-Балхі (Albumaser), перський математик, астроном і астролог.
- 1588 — Помпоній Альматео, відомий італійський художник, учень Джованні Антоніо Порденоне.
- 1821 — Ніколас Покок, британський художник, відомий картинами військово-морських битв.
- 1836 — Дестют де Трасі, французький філософ, політик і економіст. Ввів у науковий вжиток термін «ідеологія».
- 1851 — Ганс Крістіан Ерстед, данський вчений-фізик і хімік, відкрив зв'язок між електричним та магнітним полем.
- 1895 — Леопольд фон Захер-Мазох, австрійський письменник, автор еротичних та народознавчих романів, від прізвища якого походить термін «мазохізм».
- 1918 — Франк Ведекінд, німецький поет і драматург, попередник експресіонізму.
- 1942 — Михайло Кравчук, український математик, жертва сталінських репресій
- 1944 - Олександр Конякін, Герой Радянського Союзу
- 1982 — Леонід Утьосов, радянський артист естради, співак і кіноактор українського єврейського походження.
- 1994 — Чарлз Буковскі, американський поет, романіст, новеліст.
- 2005 — Вільям Мюррей, американський письменник, автор містичних романів про світ перегонів.